# Asticta nigricostata
Asticta nigricostata là một loài bướm đêm trong họ Erebidae.